# Дашковка (Славгородский район)
Дашковка — деревня в Гиженском сельсовете Славгородского района Могилёвской области Белоруссии.
Дашковка входит в перечень деревень, находящихся на территории радиоактивного загрязнения.
Недалеко от деревни берёт начало река Лобчанка, приток реки Сож.